# Ousas
Ousas, también conocido como Ousanas II (c. 500 d. C.), fue un rey del Reino de Aksum que sucedió a Nezool en el trono. La información sobre su reinado proviene principalmente de las monedas acuñadas en su época.
Las monedas de oro emitidas bajo su nombre presentan una gran similitud con las de su posible sucesor, el rey Kaleb de Axum, lo que ha llevado al historiador S. C. Munro-Hay a sugerir que "Ousas" podría ser otro nombre para Tazena, a quien la tradición etíope menciona como el padre de Kaleb. Esta interpretación implica una posible continuidad dinástica, en la que Ousas/Tazena consolidaría la influencia del reino antes de pasar el trono a Kaleb, quien sería venerado por su defensa del cristianismo.